# Daiki
Daiki (jap. だいき, ダイキ) – męskie imię japońskie.

## Możliwa pisownia
Daiki można zapisać, używając wielu różnych znaków kanji i może znaczyć m.in.:
- 大輝, „wielka chwała”[2]
- 大貴, „wielka szlachetność”[2]
- 大樹, „duży, drewno”
- 大紀, „duży, kronika”
- 大希, „duży, nadzieja”
- 大喜, „duży, przyjemność”

## Znane osoby
- Daiki Itō (大貴), japoński skoczek narciarski
- Daiki Iwamasa (大樹), japoński piłkarz występujący na pozycji obrońcy
- Daiki Kamikawa (大樹), japoński judoka, mistrz świata

## Fikcyjne postacie
- Daiki Asuka (大貴), główny bohater mangi i anime Saint Tail
- Daiki Ninomiya (大輝), bohater serii Initial D
- Daiki Niwa (大樹), postać z mangi i anime D.N.Angel
- Daiki Aomine, postać z anime Kuroko no basuke.